# Masahiro Akimoto
Masahiro Akimoto (jap. 秋元正博, Akimoto Masahiro, ur. 3 września 1956 w Sapporo) – japoński skoczek narciarski.
Na Zimowych Igrzyskach Olimpijskich w Lake Placid w 1980 był czwarty w konkursie na normalnej skoczni. Na mistrzostwach świata w 1985 w Seefeld in Tirol był dwa razy szósty (na obiekcie dużym i w drużynie). W latach 1979–1985 odniósł 4 zwycięstwa w konkursach Pucharu Świata (Sapporo 1980, Szczyrbskie Jezioro 1980, Sapporo 1984, Sapporo 1985). Najwyżej w klasyfikacji generalnej był piąty (1979/1980).

## Puchar Świata

### Miejsca na podium w zawodach indywidualnych chronologicznie
Źródło
1. Örnsköldsvik – 5 marca 1985 (3. miejsce)
2. Sapporo – 10 lutego 1985 (1. miejsce)
3. Sapporo – 22 stycznia 1984 (3. miejsce)
4. Sapporo – 21 stycznia 1984 (1. miejsce)
5. Sapporo – 15 stycznia 1982 (3. miejsce)
6. Cortina d’Ampezzo – 20 grudnia 1981 (3. miejsce)
7. Szczyrbskie Jezioro – 24 marca 1980 (1. miejsce)
8. Sapporo – 13 stycznia 1980 (1. miejsce)